# Noisetime

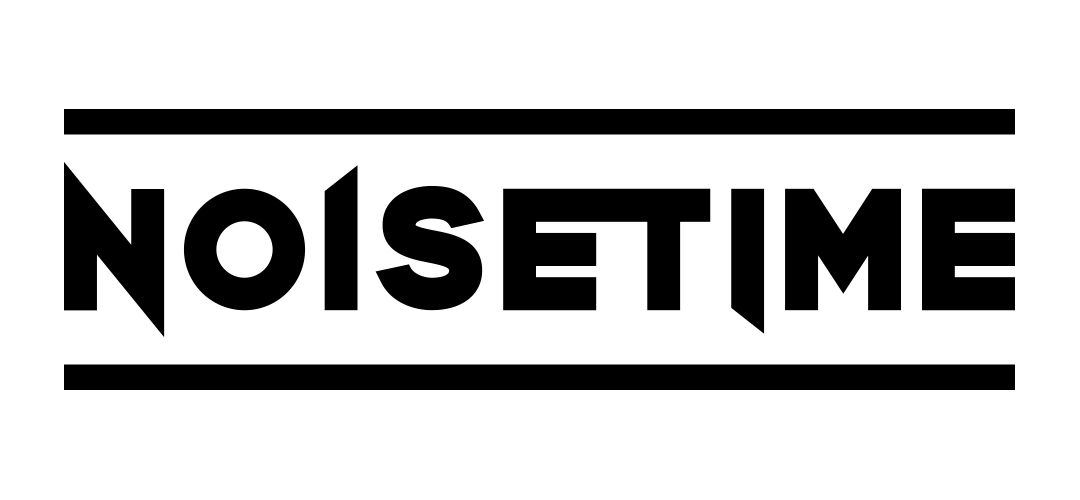
Logo von Noisetime

Noisetime ist ein deutsches Musikprojekt aus Halle, welches von Maximilian Schaum und Florian Weidner gegründet wurde. Mit der Single Echt (Techno Mix) erreichte Noisetime die deutschen Charts. Als DJ spielt Noisetime deutschlandweit auf großen Festivals wie Sputnik Springbreak, SonneMondSterne und Break The Rules. Seit 2017 wird Noisetime von Weidner Solo betrieben.   

## Werdegang
Weidner & Schaum sind Schulfreunde und gründeten 2016 das DJ-Duo Noisetime, womit sie regionale Auftritte hatten. Aufgrund von Interessenkonflikten entschied sich Weidner 2017, das Projekt Solo fortzuführen. Schaum tauchte später lediglich noch als Produzent der Single "Believe in Me" auf. In den nächsten beiden Jahren spielte Weidner erste Festivalshows beim Sputnik Springbreak, SonneMondSterne, Ruhr in Love und Break The Rules. Während der Covid-Pandemie fokussierte sich Noisetime auf soziale Medien sowie Livestreams und entwickelte sich auf TikTok zu einem der bekanntesten DJs Deutschlands. Daneben veröffentlichte er eine Kollaboration mit Lunax, die Single Hold Me, die von Anstandslos & Durchgeknallt geremixt wurde, sowie einen Edit von Harris & Ford zu seinem Lied Perfect Match. Timmy Trumpet verwendete die Psy-Bounce-Nummer in seiner Radioshow. Außerdem produzierte Noisetime einen Remix zu DJ Gollum – The Bad Touch 2k22, welcher die Beatport Charts im Bereich Hard Dance erreichte. 2022 spielte er erneut auf den Festivals Sputnik Springbreak, SonneMondSterne und Ruhr in Love sowie darüber hinaus im Bootshaus und Megapark. Das Fachmagazin DJ Mag Germany zählte Noisetime zu den Ones to watch des kommenden Jahres und begründete dies mit den Mainstage-Auftritten, seiner eigenen Eventreihe und dem viral gegangenen Remix von Zukunft Pink, welcher mit Fabian Farell entstanden ist. Eine ähnliche Wertung traf das Faze Magazin.
2023 veröffentlichte Noisetime weitere Kollaborationen mit Jerome und Culcha Candela sowie eine „Party-Version“ des Prinzen-Lieds Alles nur geklaut. Auch erstellte er einen offiziellen Remix für Ben Zucker sowie einen Bootleg zu Komet, welcher von Kshmr auf der Parookaville Mainstage aufgeführt wurde. Seit 2023 steht er bei Universal unter Vertrag und veröffentlichte dort eine Remix EP mit Mickie Krause. Außerdem spielte er beim Electrisize, SonneMondSterne, Sputnik Springbreak, Break The Rules sowie erneut im Bootshaus. Ende des Jahres erschien sein Remix zu Echt von Glasperlenspiel. Diese Version wurde vom DJ Magazine als EDM-Release der Woche hervorgehoben. Im Januar 2024 stieg das Lied in die offiziellen deutschen Singlecharts ein.
Der musikalische Stil von Noisetime bewegt sich im Bereich Hardstyle und bedient sich Einflüssen des Schlagers. Seine „Vielseitigkeit“ zeigt sich laut dem DJ Mag in den weitreichenden Kollaborationspartnern. Auf Spotify weist Noisetime 1,3 Mio. monatliche Hörer auf (Stand: Februar 2024).

## Diskografie

### EPs
- 2023: Mickie Krause x Noisetime – Remix EP [Electrola]

### Singles
- 2019: Woodland [Fcksht]
- 2019: Bass Back [Future House Cloud]
- 2020: Go Wild [Fcksht]
- 2020: All Over Me [Future House Cloud]
- 2020: Believe In Me [Future House Cloud]
- 2020: Problems [Future House Cloud]
- 2020: Lovegame [Leijona]
- 2020: Need Your Body [Future House Cloud]
- 2020: Blame Me [Future House Cloud]
- 2021: Hold Me [Crash Your Sound]
- 2021: Back to You (mit Lunax) [Beat Dealer]
- 2021: Spin Me Around [Crash Your Sound]
- 2021: Perfect Match (Harris & Ford Edit) [Crash Your Sound]
- 2021: LAUT [Universal]
- 2021: Rotes Licht, Grünes Licht [Crash Your Sound]
- 2022: Hit Me on the Run [Crash Your Sound]
- 2022: Sonne auf der Haut [Crash Your Sound]
- 2022: Thorns on Your Roses [Crash Your Sound]
- 2022: High on Life [Playbox]
- 2022: Hokus Pokus [Electrola]
- 2023: Spieglein, Spieglein [Electrola]
- 2023: Ich will dancen [Electrola]
- 2023: Alles nur geklaut [Electrola]
- 2023: Rave im Loop (mit Jerome) [Electrola]
- 2023: Von allein (mit Culcha Candela) [Urban]
- 2023: Wir geben alles (mit Marc Eggers) [Electrola]
- 2023: Wir hauen ab (mit Octavian) [Electrola]

### Remixe
- 2022: DJ Gollum x Empyre One – The Bad Touch 2k22
- 2022: DJ Robin, Schürze – Layla [Summerfield]
- 2023: Empyre One – Moonlight Shadow [Global Airbeatz]
- 2023: Lorenz Büffel, Knossi – Trinken ist auch Sport [Electrola]
- 2023: Carolina, Dj Aaron – Malle Ladies [Electrola]
- 2023: Ben Zucker – Heute nicht! [Airforce1]
- 2023: Glasperlenspiel – Echt [Electrola]